# محوطه تنگ بره
محوطه تنگ بره مربوط به دوران پارینه‌سنگی جدید است و در شهرستان رومشکان، بخش مرکزی، روستای بازوند واقع شده و این اثر در تاریخ ۲۸ اسفند ۱۳۸۵ با شمارهٔ ثبت ۱۸۴۸۳ به‌عنوان یکی از آثار ملی ایران به ثبت رسیده است.